# راي أنتوني جونسون
راي أنتوني جونسون هو لاعب كرة قدم فلبيني وآيسلندي في مركزي الدفاع، ولد في 3 فبراير 1979 في مدينة سيبو في الفلبين. شارك مع منتخب آيسلندا تحت 21 سنة لكرة القدم ومنتخب الفلبين لكرة القدم. أما مع النوادي، فقد لعب مع نادي غلوبال ونادي كيفلافيك.

## وصلات خارجية
- راي أنتوني جونسون على موقع الاتحاد الدولي (مؤرشف)  (الإنجليزية)
- راي أنتوني جونسون على موقع قاعدة بيانات كرة القدم.إي يو (الإنجليزية)
- راي أنتوني جونسون على موقع ناشيونال فوتبول تيمز (الإنجليزية)
- راي أنتوني جونسون على موقع Soccerway.com (الإنجليزية)